# Th (digramme)
Cette page contient des caractères spéciaux ou non latins. S’ils s’affichent mal (▯, ?, etc.), consultez la page d’aide Unicode.
Pour les articles homonymes, voir TH.
Th (minuscule th) est un digramme de l'alphabet latin.

## Linguistique

### En anglais

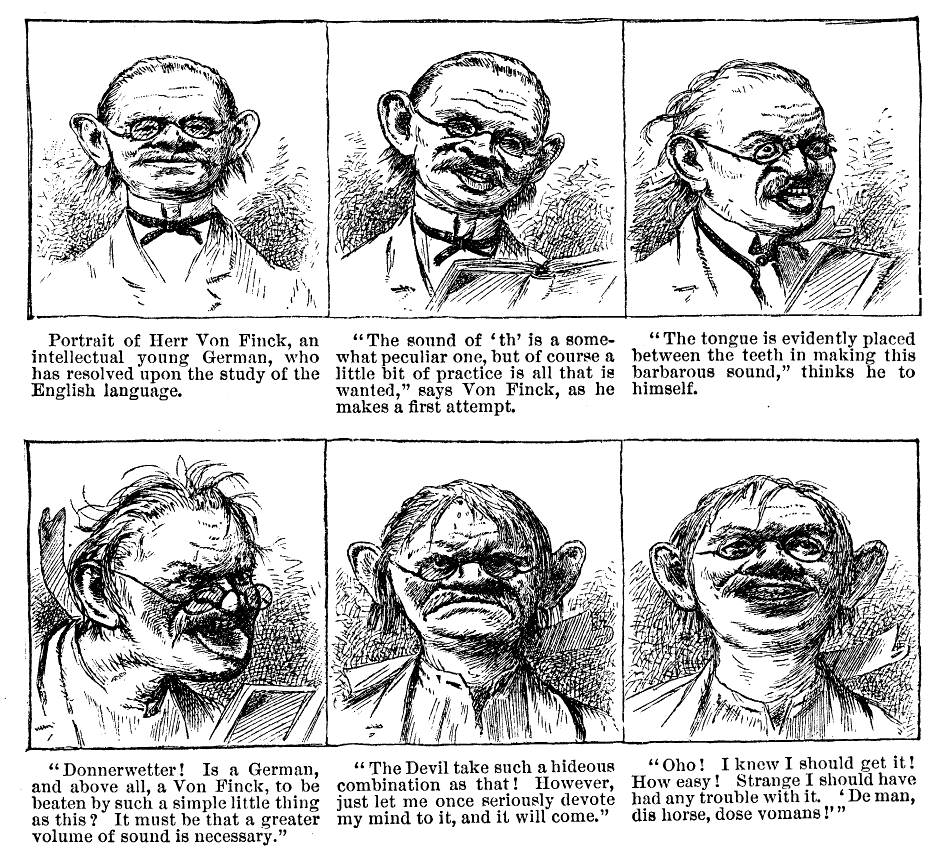
Bande dessinée d'A. B. Frost mettant en scène un Allemand qui tente de prononcer le son « th » en anglais (1879).

Le digramme th est utilisé en anglais pour noter deux phonèmes : la consonne fricative dentale voisée (représentée par /ð/ dans l'alphabet phonétique international) et la consonne fricative dentale sourde (/θ/). Ces deux digrammes sont souvent assimilés à d, v et z dans le premier cas, et à t, f et s dans le second. De nombreuses méthodes de prononciation consistant dans la position de la langue ont été mises en place.

### En albanais
En albanais, le digramme représente la consonne fricative dentale sourde /θ/. Il est considéré comme une lettre à part entière, placée en 29e position dans l'alphabet albanais, entre le T et le U.

### Autres langues
Ce digramme est également parfois utilisé dans d'autres langues, comme le français (dans ce cas, le digramme vient du grec ancien), pour représenter le son /t/.

## Représentation informatique
À la différence d'autres digrammes, il n'existe aucun encodage du Th sous la forme d'un seul signe. Il est toujours réalisé en accolant les lettres T et H.